# Josip Generalić
Josip Generalić (Hlebine, 19. veljače 1935. – Koprivnica, 22. prosinca 2004.), hrvatski slikar. Bio je velikan hrvatskoga naivnog slikarstva, naslijedivši slavnog oca Ivana Generalića. Rođen je u njegovom prvom braku s Ankom rođ. Kolarek.
Prve radove u ulju na platnu naslikao je 1950. godine, a prvi javni nastup imao je godine 1954. u Križevcima, gdje je završio učiteljsku školu. Prvu samostalnu izložbu imao je godine 1959. u Muzeju grada Koprivnice. Godine 1960. počinje raditi kao učitelj u osmogodišnjoj školi u Zagrebu, u kojem dvije godine kasnije završava Višu pedagošku školu. 
Pod utjecajem osobnih tragedija Generalićeva djela čine fazu koju je sam autor nazvao "crna faza". Za svoga života Josip Generalić izlagao je na preko tisuću skupnih i 200 samostalnih izložbi na svim kontinentima. Redovito je izlagao na reprezentativnim izložbama Hrvatske i svjetske naive, a za svoj umjetnički rad dobio je nagrade mnogih žirija. Autor je nekoliko scenografija u zagrebačkim kazalištima, ilustrirao je knjige za djecu, izradio tridesetak tapiserija, od kojih je Velika berba grožđa uvrštena u stalni postav Muzeja moderne umjetnosti u Soilami, Japan. Josipa Generalića kritičari ubrajaju u vrhunske slikare i grafičare naivne umjetnosti te među najveće predstavnike u svijetu poznate "Hlebinske slikarske škole". Kritičari njegova djela svrstavaju u četiri faze: Hlebinski verizam, cvjetnu fazu, fazu portreta istaknutih osoba i crnu fazu. 
Bio je politički angažiran u Hrvatskoj demokratskoj zajednici.
Josip Generalić preminuo je u Koprivnici, a pokopan je u svom rodnom selu Hlebine.

## Vanjske poveznice
- Službena stranica